# Alexander Dahl
Alexander Dahl (n. 29 noiembrie 1892, Wuppertal, Germania – d. 15 decembrie 1978, Wuppertal, RFG) a fost unul din pionierii zborului cu balonul.